# Angel's Egg
Angel's Egg - Radio Gnome Invisible Part II  is het vijfde album van de Brits / Franse spacerockband Gong. Het is het tweede deel van de Radio Gnome Invisible trilogie.

## Nummers
1. Other Side Of The Sky - 7:40 (Tim Blake / Daevid Allen)
2. Sold To The Highest Buddha - 4:25 (Mike Howlett / Daevid Allen)
3. Castle In The Clouds - 1:09 (Steve Hillage)
4. Prostitute Poem - 4:52 (Gilli Smyth / Steve Hillage)
5. Givin' My Luv' To You - 0:43 (Daevid Allen)
6. Selene - 3:38 (Daevid Allen)
7. Flute Salad - 2:09 (Didier Malherbe )
8. Oily Way - 3:37 (Daevid Allen / Didier Malherbe )
9. Outer Temple - 1:09 (Tim Blake / Steve Hillage)
10. Inner Temple - 2:34 (Daevid Allen / Didier Malherbe )
11. Percolations (Pierre Moerlen) - 0:46
12. Love Is How Y Make It - 3:27 (Pierre Moerlen / Daevid Allen)
13. I Never Glid Before - 5:36 (Steve Hillage)
14. Eat That Phone Book Coda - 3:12 (Didier Malherbe )

Extra track op de heruitgave op cd uit 1995 (stond op Live Etc.)
1. Oooby Scooby Doomsday or The D-Day DJ's Got The D.D.T. Blues - 5:09 (Daevid Allen)

## Bezetting
- Daevid Allen : zang, gitaar
- Gilli Smyth : zang, space whisper
- Didier Malherbe : saxofoon, dwarsfluit
- Steve Hillage : gitaar
- Mike Howlett : basgitaar
- Pierre Moerlen : slagwerk, vibrafoon
- Tim Blake : synthesizer

Met medewerking van:
- Mireille Bauer